# Bajmakskij rajon
Il Bajmakskij rajon (in russo Баймакский район?) è un rajon (distretto) della Repubblica Autonoma della Baschiria, nella Russia europea; il capoluogo è Bajmak.
Istituito nel 1930, ricopre una superficie di 5.432 di chilometri quadrati e nel 2010 ospitava una popolazione di 40.868 chilometri quadrati.